# Polykatianna
Genre
Synonymes
- Millsurus Betsch, 1977

Polykatianna est un genre de collemboles de la famille des Katiannidae.

## Liste des espèces
Selon Checklist of the Collembola of the World (version du 16 août 2019) :
- Polykatianna aurea (Womersley, 1932)
- Polykatianna cremea Salmon, 1949
- Polykatianna davidi (Tillyard, 1920)
- Polykatianna flammea Salmon, 1946
- Polykatianna montana (Womersley, 1936)
- Polykatianna polygonia Snider, 1978
- Polykatianna pulchella (Womersley, 1933)
- Polykatianna quinseta (Salmon, 1954)
- Polykatianna radicula (Maynard, 1951)
- Polykatianna sminthurina (Mills, 1934)
- Polykatianna utahensis (Snider, 1988)

## Publication originale
- Salmon, 1946 : Collembola-Symphypleona from the Homer District, New Zealand. Dominion Museum Records in Entomology Wellington, no 1, p. 27-61.